# Alan Sokal
Alan David Sokal (ur. 24 stycznia 1955 w Bostonie) – amerykański profesor fizyki na New York University, a od stycznia 2006 r. także profesor matematyki na University College London. Znany z krytyki nadużywania naukowych pojęć przez postmodernistycznych autorów, czemu dał wyraz w książce Modne bzdury, opisującej mistyfikację znaną jako Sokal hoax i reakcje na nią.

## Życiorys
Pochodzi z rodziny żydowskiej. Dziadkowie Sokola wyemigrowali z niewielkiego miasteczka na polskich Kresach Wschodnich (obecnie na Ukrainie). Ojciec Alana, Nathan O. Sokal, urodził się pięć lat potem w 1929 r. w Brooklinie. Został inżynierem elektronikiem i uczonym. 
Alan Sokal uzyskał tytuły Bachelor of Arts i Master of Arts na Uniwersytecie Harvarda w 1976 r. (summa cum laude), a także doktorat na Uniwersytecie Princeton w 1981 r. pod kierunkiem Arthura Wightmana.
Zainteresowania badawcze Sokala obejmują kwantową teorię pola, mechanikę statystyczną, fizykę matematyczną oraz kombinatorykę.
W latach 1986-1988 był profesorem wizytującym w Nikaragui.